# Melica eligulata
Melica eligulata är en gräsart som beskrevs av Pierre Edmond Boissier. Melica eligulata ingår i släktet slokar, och familjen gräs. Inga underarter finns listade i Catalogue of Life.